# N-435

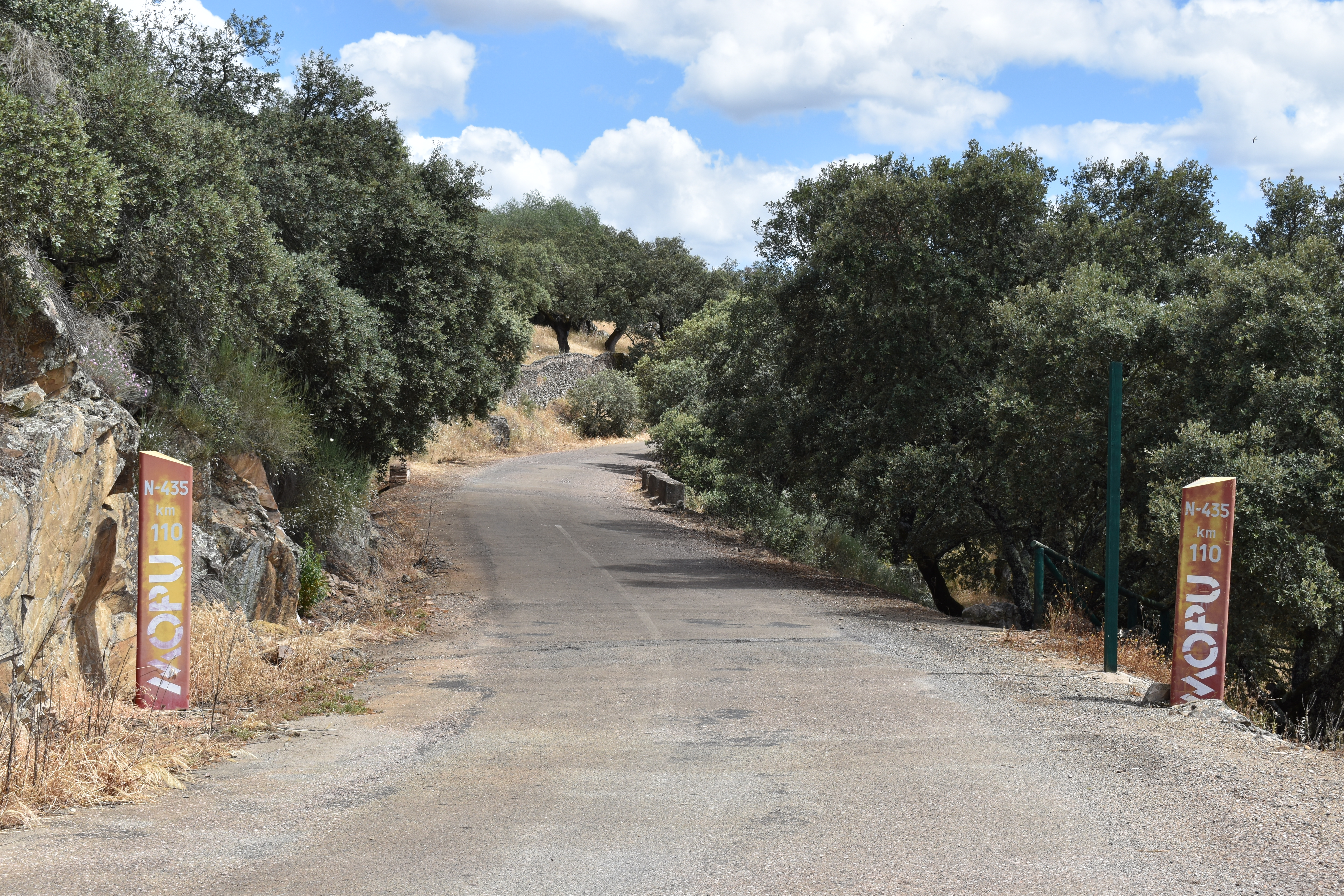
Tramo viejo de la N-435 en Cumbres de Enmedio.

La Carretera Nacional 435 es una carretera nacional española que comunica Badajoz (Extremadura) con Huelva (Andalucía). Esta carretera atraviesa Sierra Morena para unir ambas capitales suroccidentales.

## Trazado

### Provincia de Badajoz
- Badajoz - A-5 - N-432
- La Albuera
- Almendral
- Barcarrota
- Jerez de los Caballeros
- Fregenal de la Sierra
- Higuera la Real

### Provincia de Huelva
- Cumbres de Enmedio
- Jabugo - N-433
- Zalamea la Real
- Valverde del Camino
- Beas
- Trigueros
- San Juan del Puerto - A-49 - N-431

## Futuro
Desde 2009 estaba previsto un posible desdoblamiento en autovía de esta carretera en todo el tramo comprendido en la provincia de Huelva, desde la A-49 en su salida de San Juan del Puerto hasta Fregenal de la Sierra ya en Badajoz, dirigiéndose entonces la autovía hacia Zafra y la A-66. La futura autovía fue bautizada como la A-83. Años más tarde, en 2025, el Ministerio de Transportes descartaba el proyecto alegando que el tráfico en la N-435 era inferior a 10000 vehículos diarios.